# Štefan Kočvara

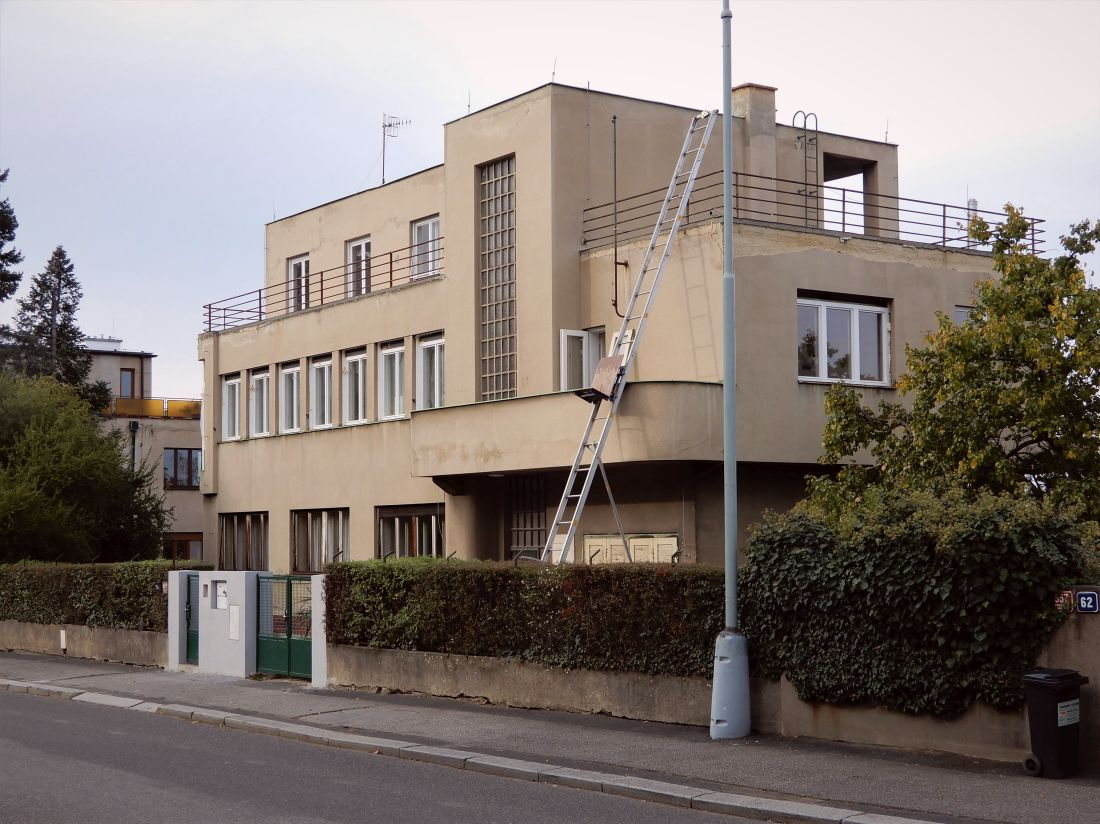
Kočvarova vila čp. 858, Praha 6 - Střešovice, Střešovická ulice 64

Štefan Kočvara (25. prosince 1896 Myjava – 17. října 1973 Washington, D.C.) byl slovenský a československý politik, poslanec Prozatímního Národního shromáždění a Ústavodárného Národního shromáždění a generální tajemník Demokratické strany. Po únorovém převratu v roce 1948 exilový politik.

## Biografie
V roce 1916 dokončil evangelické lyceum v Prešpurku. Začal pak studovat práva na Univerzitě Karlově v Praze. V meziválečném období byl členem Republikánské strany zemědělského a malorolnického lidu (agrární strany) a byl aktivní v slovenském družstevnictví. V letech 1924–1942 působil jako advokát a notář.
V únoru 1945 zasedal po několik týdnů na postu pověřence vnitra v 3. Sboru pověřenců na osvobozeném území Slovenska. Funkci zastával společně s komunistou Jánem Púllem.
V letech 1945–1946 byl za Demokratickou stranu poslancem Prozatímního Národního shromáždění. Po parlamentních volbách v roce 1946 se stal poslancem Ústavodárného Národního shromáždění, kde formálně setrval do voleb do Národního shromáždění roku 1948.
V roce 1947 se podílel na přípravných pracích na nové ústavě Československa. Oficiálně předložil v dubnu 1947 subkomisi ústavního výboru návrh česko-slovenského státoprávního uspořádání vypracovaný Demokratickou stranou. Počítal se symetrickou federací (české i slovenské národní orgány) a s celostátním parlamentem, který by měl taxativně vymezené pravomoci. Zastával i vládní funkci, v letech 1947–1948 byl náměstkem předsedy vlády (místopředsedou vlády) v první vládě Klementa Gottwalda. V únoru 1948 podal demisi v rámci pokusu demokratických stran o vyvinutí tlaku na KSČ. Po vítězství komunistů v tomto mocenském střetu už se do funkce nevrátil.
Po únorovém převratu v roce 1948 byla Demokratická strana proměněna na Stranu slovenské obrody jako satelitní formaci závislou na KSČ. Kočvara patřil mezi skupinu funkcionářů Demokratické strany, kteří odešli do emigrace. Z republiky odešel 1. května 1948, nejprve do Londýna a v roce 1949 přesídlil do Washingtonu.
V exilu pak organizoval Demokratickou stranu. Zasedal ve výboru Rady svobodného Československa. V roce 1951 během rozkolu v československém exilu přešel dočasně do Národního výboru svobodného Československa.